# Roy Harris
Roy Harris (Lincoln megye, 1898. február 12. – Santa Monica, 1979. október 1.) amerikai zeneszerző. Zenéjére nagy hatással volt az amerikai népzene. Neves egyetemeken tanított, többek közt a Princetoni Egyetemen és a Cornell Egyetemen.